# Natale di Milano
Natale di Milano (Milano, 669? – Milano, 741) è stato arcivescovo di Milano dal 740 al 741 ed è venerato come santo dalla chiesa cattolica.

## Biografia
Secondo i cataloghi episcopali milanesi di epoca medioevale, Natale avrebbe retto l'arcidiocesi di Milano, dal 740 al 741, per un totale di 14 mesi.
Alla sua morte fu sepolto nella chiesa di San Giorgio al Palazzo, a Milano, da lui eretta anche grazie al contributo del re Ratchis, presso l'antico palatium romano. L'evento della fondazione venne commemorato con un'epigrafe presente sul sepolcro del vescovo, oggi scomparsa ma ancora riportata dai cronisti del XVI secolo; questa iscrizione precisava anche che Natale era morto all'età di 72 anni e ne esaltava le ottime qualità nel proprio incarico.
Scrittori postumi lo classificheranno come un uomo di grande cultura con una particolare predilezione del latino, del greco e dell'ebraico.
Si dimostrò un grande oppositore dell'eresia ariana.
Venerato come santo, la Chiesa cattolica lo ricorda il 13 maggio.